# Józef Roskwitalski
Józef Roskwitalski (ur. 24 kwietnia 1893, zm. 20 października 1939) – polski duchowny katolicki, Sługa Boży Kościoła katolickiego, ksiądz, pedagog, rektor Wyższego Seminarium Duchownego w Pelplinie.

## Życiorys
Urodził się w Dąbrówce (powiat Starogard Gdański), do gimnazjum uczęszczał w Brodnicy. Po złożeniu egzaminu dojrzałości w 1912 studiował w Seminarium Duchownym w Pelplinie. Święcenia kapłańskie otrzymał w 1916, następnie pracował jako wikariusz w Starogardzie Gdańskim. Od 1920 uczył religii i propedeutyki filozofii w gimnazjach grudziądzkich. Ogłosił drukiem m.in. Szkoła twórcza w nauce religii (Grudziądz 1932). W 1933 uzyskał doktorat z teologii na Uniwersytecie Jana Kazimierza we Lwowie.
W 1935 r. został powołany na stanowisko rektora Wyższego Seminarium Duchownego w Pelplinie. Prowadził wykłady z pedagogiki, katechetyki i teologii pastoralnej. W 1936 biskup Stanisław Wojciech Okoniewski mianował go kanonikiem i cenzorem wydawnictw religijnych. Aresztowany 20 października 1939 przez Niemców jeszcze tego samego dnia zamordowany na terenie koszar w Tczewie, wraz z innymi duchownymi Pelplina.
Miejsce kaźni zostało ustalone dopiero 29 października 1945. Zwłoki pomordowanych ekshumowano i złożono we wspólnej mogile (15 listopada 1945) na cmentarzu w Pelplinie.
Jest jednym z 122 Sług Bożych wobec których 17 września 2003 roku rozpoczął się, proces beatyfikacyjny drugiej grupy męczenników z okresu II wojny światowej.